# Pargny-les-Bois
 Pargny-les-Bois  là một xã ở tỉnh Aisne, vùng Hauts-de-France thuộc miền bắc nước Pháp.